# مارکو شوستر
مارکو شوستر (انگلیسی: Marco Schuster؛ زادهٔ ۱۰ اکتبر ۱۹۹۵) بازیکن فوتبال اهل آلمان است.
از باشگاه‌هایی که در آن بازی کرده‌است می‌توان به باشگاه فوتبال آگسبورگ اشاره کرد.